# Somewhere in Poland
Somewhere in Poland – ostatnie oficjalne wydawnictwo polskiego zespołu heavymetalowego Kat nagrane w „klasycznym” składzie: Kostrzewski – Loth – Luczyk – Oset (zmarłego w 1999 roku gitarzystę Jacka Regulskiego zastąpił w kilku utworach Michał „Bankowiec” Mleczko).
Jest to zapis koncertu, który odbył się 28 listopada 2003 roku w ramach festiwalu Mystic Festival. Grupa zaprezentowała na nim bardzo przekrojowy repertuar i album traktowany może być jako swoisty „the best of” Kata. Pomiędzy utworami zespół wykonał również gitarową wersję motywu przewodniego z filmu „Mission: Impossible” (autorstwa Lalo Schifrin). Utwór „W bezkształtnej bryle uwięziony” nie został uwzględniony w spisie nagrań, gdyż pojawiło jedynie intro do tego utworu. Jako bonus na albumie umieszczona została nowa wersja utworu z lat 80. „Ostatni tabor” nagrana w czteroosobowym składzie: Kostrzewski - Loth - Luczyk - Oset a także teledysk do tego nagrania.
Wydano też zapis audiowizualny tego koncertu pod tym samym tytułem na nośniku DVD z licznymi bonusami na drugim dysku (m.in. występ zespołu na festiwalu rockowym w Jarocinie w 1992 roku i większość teledysków zespołu).

## Twórcy
- Roman Kostrzewski - wokal
- Piotr Luczyk - gitara
- Krzysztof Oset - gitara basowa
- Ireneusz Loth - instrumenty perkusyjne

## Lista utworów
1. „Intro/Wierzę” - 7:13
2. „Diabelski dom” (część druga z albumu „Oddech wymarłych światów) - 5:26
3. „Killer” (w rzeczywistości polskojęzyczna wersja utworu „Killer” – „Morderca”) - 4:18
4. „Niewinność” - 7:11
5. „666” (jedynie w wersji DVD w wykonaniu tym pojawia się riff gitarowy z utworu Ozzy’ego Osbourne’a „Gets Me Through”)
6. „Czas zemsty” - 6:24
7. „Wyrocznia” - 6:16 (pod koniec Roman Kostrzewski i publiczność zaczynają śpiewać utwór „Mazurek Dąbrowskiego”)
8. „Łza dla cieniów minionych” - 5:13
9. „Oczy słońc” - 4:55
10. „Płaszcz skrytobójcy” - 5:25
11. „Mission Impossible” (pod koniec zaczyna się początek utworu „W bezkształtnej bryle uwięziony”) - 2:09
12. „Purpurowe gody” - 5:17
13. „Śpisz jak kamień” - 4:55
14. „Ostatni tabor (2004)” (utwór bonusowy, nagranie studyjne z 2004 roku) - 3:35

## Pozycje na listach
| Lista | Kraj   | Pozycja |
| ----- | ------ | ------- |
| OLiS  | Polska | 40      |